# Charlotte Blake

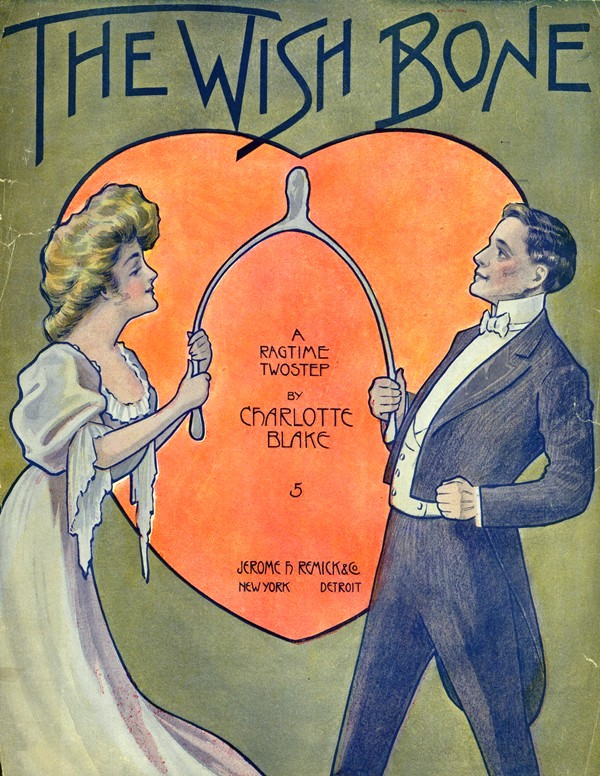
Titelbild der Notenausgabe von The Wish Bone. A Ragtime Twoster (1909)

Charlotte M. Blake (* 30. Mai 1885 in Ohio; † 21. August 1979 in Santa Monica) war eine amerikanische Komponistin von Rags und anderer Unterhaltungsmusik. 

## Leben und Wirken
Blake begann ihre Karriere mit 18 Jahren, als sie als Schreiber, Arrangeur und Musikdemonstrator für den Musikverleger Jerome H. Remick in Detroit zu arbeiten begann. Ihre erste Komposition King Cupid erschien 1903, die letzte 1919. Insgesamt wurden 35 ihrer Kompositionen veröffentlicht, Walzer, Märsche und Rags. Bis 1906 fehlte bei den Veröffentlichungen ihrer Kompositionen, die überwiegend von Remick verlegt wurden, ihr vollständiger Vorname (der mit einem geschlechtsneutralen „C.“ abgekürzt war).
Später lebte sie in Hollywood und arbeitete zeitweilig bei Douglas Aircraft Company. Ihre Werke wurden von Max Morath wiederentdeckt, der einige ihrer Kompositionen auf seinem Album The Ragtime Women aufnahm.

## Kompositionen
- King Cupid (1903)
- The Missouri Mule March (1904)
- Dainty Dames – A Novelette (1905)
- The Mascot (Marsch, 1905)
- My Lady Laughter (Walzer, 1905)
- Love Is King (Walzer, 1906)

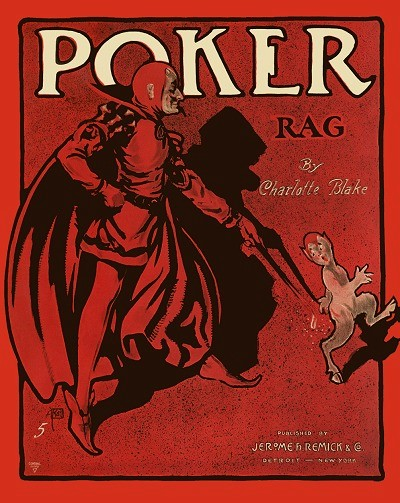
Titelbild der Notenausgabe von Poker Rag (1909)

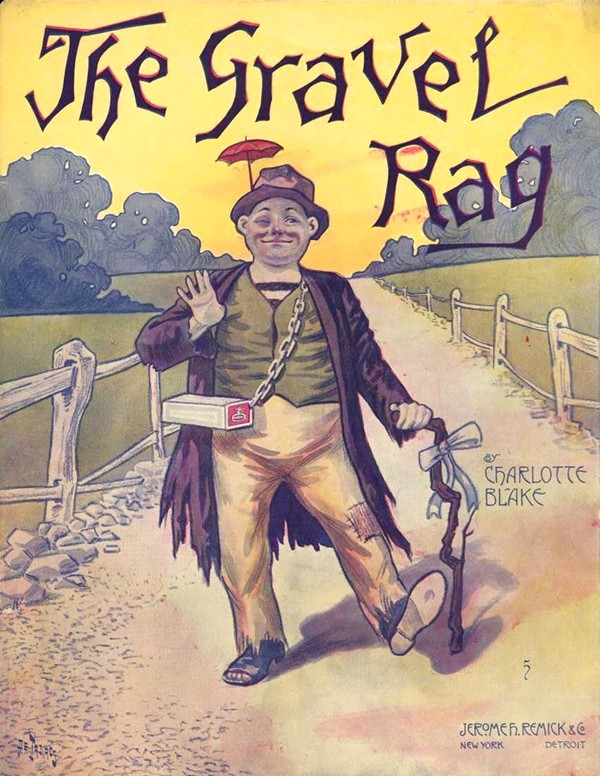
Titelbild der Notenausgabe von The Gravel Rag (1908)

- Could You Read My Heart (Text: Arthur Gillespie, 1906)
- A Night, A Girl, A Moon (1907)
- Curly: March And Two Step (1907)
- Orchids, Novelette Three Step (1907)
- Hip Hip Hoorah (Marsch, 1907)
- The Last Kiss (Walzer, 1907)
- I Wonder If It's You (Text: Vincent P. Bryan, 1907)
- Bogie Man – A Creep-Mouse Tune (1907)
- So Near and Yet So Far (mit Arthur Gillespie, 1907)
- Love Tree (1908)
- The Gravel Rag (1908)
- In Mem'ry of You, Sweetheart (Text Arthur Gillespie, 1908)
- It Makes a Lot of Difference When You're With the Girl You Love (Text: Arthur Gillespie und Harold Ward, 1909)
- Poker Rag (1909)
- Honey When It's Sunny (Text: Arthur Gillespie und Collin Davis, 1909)
- The Wish Bone (Rag, 1909)
- Lily Eyes: Valse Poetique (1909)
- Yankee Kid  (1909)
- Honey Bug (Text: Earle Clinton Jones, 1910)
- Spoonlight (Text: Earle Clinton Jones, 1910)
- Tenderfoot (Text: Earle Clinton Jones, 1910)
- Bridal Veil (Walzer, 1910)
- You're a Classy Lassie (mit Earle Clinton Jones, 1910)
- Love Ain't Likin', Likin' Ain't Love (mit Earle Clinton Jones, 1910)
- Meet Me Half Way (1910)
- Miss Coquette (1910)
- Love's Dream of You (mit Earle Clinton Jones, 1910)
- Roses Remind Me of You (mit Earle Clinton Jones, 1910)
- The Road to Loveland (mit Earle Clinton Jones und Charles N. Daniels, 1911)
- I Don't Need the Moonlight to Make Love to You (mit Francis X. Conlan, 1911)
- That Tired Rag (1911)
- The Harbor of Love (Text: Earle Clinton Jones, 1911)
- Queen of the Roses (1913)
- Land of Beautiful Dreams (mit Maurice E. Marke, 1913)
- Rose of the World (mit Richard W. Pascoe, 1915)
- Honey When It's Money (1919)